# Laura Llevadot i Pascual
Laura Llevadot i Pascual (Barcelona, 1970) es profesora de universidad y filósofa catalana.

## Trayectoria
Se licenció en Filosofía en la Universidad de Barcelona, donde obtuvo también el doctorado con una tesis sobre el filósofo Søren Kierkegaard. Actualmente es profesora de filosofía contemporánea en la misma universidad. Su investigación gira alrededor de la filosofía francesa del siglo XX: filosofías de la alteridad, la deconstrucción, estética y el pensamiento político postfundacional.
El 2014 impulsó Barcelona Piensa, el primer festival de filosofía en los Países Catalanes, siguiendo el modelo de los festivales de pensamiento que se organizan a diferentes ciudades del Estado francés. Fue directora de las ediciones de 2014 y 2015 y desde entonces ha continuado participando con diferentes actividades.
El año 2017 empezó a dirigir un proyecto editorial en lengua catalana sobre el pensamiento político postfundacional, concepto importado del filósofo Oliver Marchart, pero que va más allá y  ofrece una perspectiva amplia y crítica. Los libros introductorios al pensamiento postfundacional son editados por investigadores actuales y tienen como objetivo potenciar el pensamiento y la escritura filosófica en lengua catalana.

## Obras

### Libros
- La philosophie seconde de Kierkegaard: Ecriture et répétition, Paris, L'Harmattan 2013. ISBN 978-2296997110
- Kierkegaard through Derrida, Aurora, CO, The Davies Group Publishers, 2013. ISBN 978-1-934542-32-3
- Jacques Derrida: democracia y soberanía, Barcelona, Gedisa, 2018.
- Mi herida existía antes que yo. Feminismo y crítica de la diferencia sexual, Tusquets Editores, 2022.

### Libros coeditados
- Jordi Riba, Filosofías postmetafísicas: 20 años de filosofía francesa contemporánea, Barcelona, editorial UOC, 2012. ISBN 978-8490291658
- Dario González Vazquez y Begonya Sáez Tajafuerce, Kierkegaard y las artes. Pensar la creación, Barcelona, editorial UOC, 2016. ISBN 978-8491161462
- Jordi Riba y Patrice Vermeren, Barcelone pienso-t-elle en français?: La lisibilité de la philosophie française contemporaine, Paris, El Harmattan 2016. ISBN 978-2343096438
- Carmen Revilla, Interpretando a Antígona, Barcelona, editorial UOC 2017. ISBN 978-8490647936
- Juan Evaristo Valls Boix y Patrice Vermeren, Penser avec las lèvres: La philosophie contemporaine à la épreuve de la langue, Paris, El Harmattan 2019. ISBN 978-2343177281
- Xavier Bassas, Laura llevadot, et al.; Pandémik/Pandèmik. Perspectivas posfundacionales sobre contagio, virus y confinamiento. NED, 2020. ISBN 84-18273-25-9.[15]